# Puerto Rico op de Olympische Zomerspelen 1948
Puerto Rico debuteerde op de Olympische Zomerspelen tijdens de Olympische Zomerspelen 1948 in Londen, Engeland. Er werd direct een bronzen medaille gewonnen. Deze werd, net als alle andere Puerto Ricaanse olympische medailles, bij het boksen gehaald.

## Medailleoverzicht
| Sport  | Olympiër                 | Discipline | Medaille |
| ------ | ------------------------ | ---------- | -------- |
| Boksen | Juan Evangelista Venegas | -54kg (m)  | Brons    |

## Deelnemers en resultaten

### Atletiek
| Olympiër        | Discipline               | Resultaat | Prestatie                                          |
| --------------- | ------------------------ | --------- | -------------------------------------------------- |
| Julio Sabater   | 110m horden (m)          | 14e       | serie 4: 3de in 15,3                               |
| Julio Sabater   | 400m horden (m)          | DNS       | serie 6: niet gestart                              |
| Benjamín Casado | hoogspringen (m)         | 21e       | kwalificatie: 21ste met 1,84m                      |
| Joe Barbosa     | polsstokhoogspringen (m) | 9e        | kwalificatie: 1ste met 4,00m finale: 9de met 3,95m |
| José Vicente    | polsstokhoogspringen (m) | 9e        | kwalificatie: 1ste met 4,00m finale: 9de met 3,95m |

### Boksen
| Olympiër        | Discipline | Resultaat | Prestatie |
| --------------- | ---------- | --------- | --- |
| Juan Venegas    | -54kg (m)  | Brons     | 1ste ronde: W van BEL Calebout: punten 2de ronde: W van IND Lall: punten kwartfinale: W van CEY Perera: punten halve finale: V van HUN Csík: punten bronzen finale: W van ESP Vicente: punten |
| Clotilde Colón  | -58kg (m)  | 9e        | 1ste ronde: W van NOR Gundersen: knock-out 2de ronde: V van CAN Savoie: punten |
| Israel Quitcón] | -80kg (m)  | 9e        | 1ste ronde: W van FRA Roude: scheidsrechterlijke beslissing 2de ronde: V van POL Szymura: scheidsrechterlijke beslissing                                                                      |

### Schietsport
| Olympiër         | Discipline             | Resultaat | Prestatie                        |
| ---------------- | ---------------------- | --------- | -------------------------------- |
| George Johnson   | 50m geweer liggend (m) | 25e       | 590 punten: (100-99-96-98-98-99) |
| Miguel Barasorda | 50m pistool (m)        | 39e       | 501 punten: (83-81-73-89-88-87)  |

Afghanistan · Argentinië · Australië · België · Bermuda · Birma · Brazilië · Brits-Guiana · Canada · Ceylon · Chili · Colombia · Cuba · Denemarken · Egypte · Filipijnen · Finland · Frankrijk · Griekenland · Groot-Brittannië · Hongarije · Ierland · IJsland · India · Irak · Iran · Italië · Jamaica · Joegoslavië · Libanon · Liechtenstein · Luxemburg · Malta · Mexico · Monaco · Nederland · Nieuw-Zeeland · Noorwegen · Oostenrijk · Pakistan · Panama · Peru · Polen · Portugal · Puerto Rico · Republiek China · Singapore · Spanje · Syrië · Trinidad en Tobago · Tsjecho-Slowakije · Turkije · Uruguay · Venezuela · Verenigde Staten · Zuid-Afrika · Zuid-Korea · Zweden · Zwitserland